# Santiago de Veraguas
Santiago (duidelijkheidsshalve: Santiago de Veraguas) is de hoofdstad en gemeente (in Panama un distrito genoemd) van de provincie Veraguas in Panama. De stad werd op 23 oktober 1621 gesticht en heeft 98.000 inwoners anno 2015.
De gemeente bestaat uit devolgende twaalf deelgemeenten (corregimiento), waarvan vier sedert 2002: Santiago  (de hoofdplaats, cabecera), Canto del Llano, Carlos Santana Ávila, Edwin Fábrega, La Colorada, La Peña, La Raya de Santa María, Los Algarrobos, Ponuga, San Martín de Porres, San Pedro del Espino en Urracá. In 2019 komt daar nog bij: Rodrigo Luque, een nieuwe deelgemeente.

## Zie ook

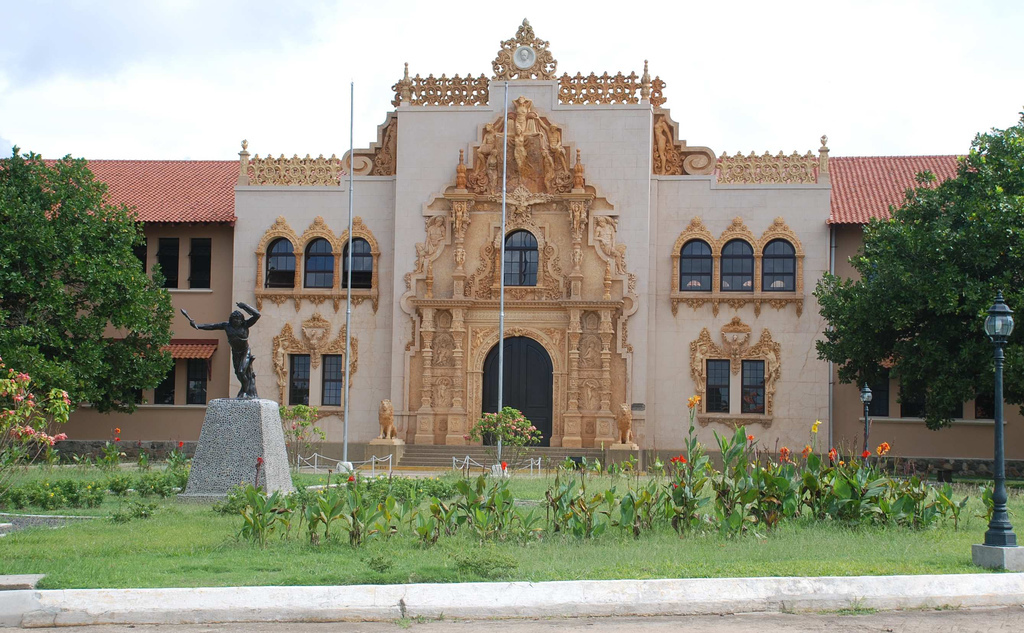
Normaalschool

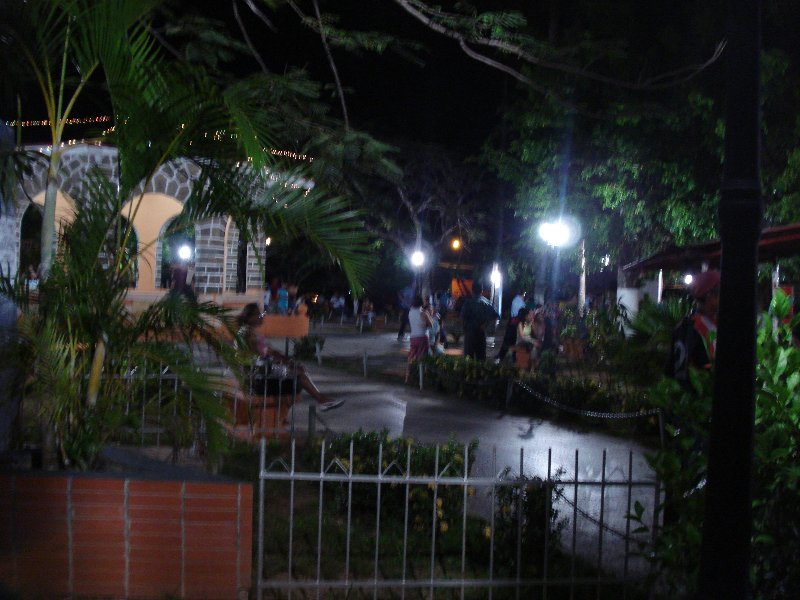
Park